# Семенец, Сергей Владимирович
Сергей Владимирович Семенец (род. 22 сентября 1960) – украинский политик, Народный депутат Украины первого созыва.

## Биография
Сергей Владимирович Семенец  родился 22 сентября 1960 года в городе Ичня Черниговской области, Украина .
После окончания средней школы работал слесарем местного автопредприятия № 24033. В 1985 г. окончил географический факультет КГУ им. Тараса Шевченко по специальности «экономическая география».
В 1985-1986 годах служил в Советской армии в городе Белая Церковь. Был командиром гранатометного взвода, затем — роты.

## Деятельность

### Работа в комсомоле и КПСС
1987—1990 годы — инструктор, второй и первый секретарь Ичнянского райкома комсомола. 
Член КПСС с 1989 года. Первый секретарь Ичнянского райкома КПСС. 
Дважды избирался депутатом Ичнянского районного совета.
Пленумом Ичнянского райкома ЛКСМУ был выдвинут кандидатом в народные депутаты УССР по Борзнянском избирательному округу № 443. 
Избран в Верховную Раду 18 марта 1990 года (набрал во втором туре 52.33 % голосов).

### Верховная Рада
15 мая 1990 стал депутатом Верховной Рады «исторического созыва» — XII по хронологии УССР и I-го (после провозглашения независимости). Присоединился к Демблоку.
Входил в первое в истории украинского парламентаризма демократическое депутатское объединение «Народный Совет» фракции Конгресса национально-демократических сил, депутатской группы Народного Руха Украины. 
В 1991 году  вышел из КПСС.
Был членом комиссии по вопросам государственного суверенитета, межреспубликанских и межнациональных отношений. Соавтор текста Декларации о государственном суверенитете Украины и ее альтернативного проекта, ряда других законодательных актов. Входил во временную комиссию Верховной Рады по вопросу о национализации имущества КПСС и ВЛКСМ на территории Украины.
На должности заместителя председателя специальной рабочей группы при Президиуме Верховной Рады по вопросам ратификации Договора о сокращении и ограничении стратегических наступательных вооружений СССР-США (СНВ-1) и присоединения Украины к Договору о нераспространении ядерного оружия (ДНЯО) выступал за целесообразность сохранения Украиной ядерного статуса и присоединение к ДНЯО в качестве ядерной державы.
Участник депутатской рабочей группы для проработки вопросов, связанных с совершенствованием системы национальной безопасности Украины. Как народный депутат способствовал становлению Счетной палаты и Вооруженных (в том числе Военно-морских) сил Украины.

## Общественная, государственная и партийная работа
- 1994—1997 — директор исследовательских и прикладных программ Центра украинских исследований (Киев).
- 1997—1998 — начальник отдела, заместитель директора департамента Счетной палаты Украины.
- С ноября 1998 — исполнительный директор и член правления всеукраинской общественной организации «Украина. Повестка дня на XXI век».
- С сентября 1999 — директор Института устойчивого развития.
- В 2001 году был членом президиума, председателем Киевской городской организации Партии регионов.
- В 2004—2005 годах — инициатор, член оргкомитета политической партии «Украина Соборная». С 2005 — глава его Секретариата.
- В 2006 году баллотировался в народные депутаты по списку Украинского народного блока Костенко и Плюща по квоте политической партии «Украина Соборная», был заместителем руководителя избирательного штаба блока.
- В 2008 — кандидат в народные депутаты по списку Украинского Народного Блока на досрочных выборах в Верховную Раду Украины, руководитель штаба избирательного блока.
- В 2008 — инициатор создания общественно-политического объединения «Украинский Блок», член президиума, заместитель председателя Генерального секретариата Блока.

## Награды
Почетный знак ВМС Украины «Инициативная группа ВМС».